# Zabłudów-Kolonia
Zabłudów-Kolonia – kolonia w Polsce położona w województwie podlaskim, w powiecie białostockim, w gminie Zabłudów.
W latach 1975–1998 miejscowość administracyjnie należała do województwa białostockiego.